# Heads or Tales
Albums de Saga
In Transit - Live
(1982) Behaviour
(1985)
Singles
1. The Flyer
Sortie : 5 août 1983
2. Cat Walk
Sortie : 1983
3. Scratching the Surface
Sortie : 3 février 1984

Heads or Tales est le 5e album studio du groupe de rock progressif canadien Saga. Sorti en septembre 1983 sur le label Polydor,  il fait suite à l'album en public In Transit paru en 1982. Il est le second album du groupe à être produit par le producteur anglais Rupert Hine.

## Historique
Cet album fut enregistré en 1983 en Angleterre dans les Farmyard studios de Little Chalfont, propriétés de Rupert Hine.
Il se classa à la 92e place du Billboard 200 aux États-Unis et la 17e place des charts canadiens. Mais c'est en Europe que l'album fut consacré, notamment en Allemagne, Suisse, Suède et Norvège où il se classa dans le top 10. Il sera certifié disque d'or en Allemagne et au Canada.

## Liste des pistes
Face 1
| No | Titre                  | Auteur                                                     | Durée |
| -- | ---------------------- | ---------------------------------------------------------- | ----- |
| 1. | The Flyer              | Jim Crichton, Michael Sadler                               | 3:37  |
| 2. | Cat Walk               | J. Crichton, Jim Gilmour, Ian Crichton                     | 4:24  |
| 3. | The Sound of Strangers | Sadler, J. Crichton, Jim Gilmour, I. Crichton, Steve Negus | 4:09  |
| 4. | The Writing            | J. Crichton, Sadler                                        | 4:14  |
| 5. | Intermission           | Sadler, J. Crichton, I. Crichton                           | 5:28  |

Face 2
| No | Titre                         | Auteur                                           | Durée |
| -- | ----------------------------- | ------------------------------------------------ | ----- |
| 1. | Social Orphan                 | Sadler, J. Crichton                              | 3:24  |
| 2. | The Vendetta (Still Helpless) | Sadler, J. Crichton, Gilmour, I. Crichton        | 3:55  |
| 3. | Scratching the Surface        | Gilmour, J. Crichton                             | 5:26  |
| 4. | The Pitchman                  | J. Crichton, Sadler, I. Crichton, Gilmour, Negus | 5:46  |

Titre bonus (Cd uniquement)
| No  | Titre                 | Auteur                            | Durée |
| --- | --------------------- | --------------------------------- | ----- |
| 10. | Cat Walk (Unabridged) | J. Crichton, Gilmour, I. Crichton | 7:44  |

## Fiche technique
Adaptée de la pochette intérieure du vinyle de 1983.

### Musiciens
- Michael Sadler : chant principal, claviers
- Jim Crichton : basse, claviers
- Jim Gilmour : claviers, chant, saxophone, chant principal sur Scratching the Surface
- Ian Crichton : guitare
- Steve Negus : batterie, percussions, percussions électroniques

### Équipe technique
- Stephen W. Tayler : ingénieur du son
- Andrew Scarth : assistant
- Spencer Drate et Judith Salavetz : direction artistique et design
- Larry Williams : photo de la pochette intérieure
- Stephen Durke : illustrations recto-verso
- Maze International : management

## Classements

### Album
Classements hebdomadaires
| Pays       | Durée du classement | Meilleur classement | Date            |
| ---------- | ------------------- | ------------------- | --------------- |
| Allemagne  | 24 semaines         | 3e                  | 17 octobre 1983 |
| Canada     | 30 semaines         | 17e                 | 5 novembre 1983 |
| États-Unis | 9 semaines          | 92e                 | 18 octobre 1983 |
| Norvège    | 9 semaines          | 4e                  | 3 octobre 1983  |
| Suède      | 6 semaines          | 4e                  | 18 octobre 1983 |
| Suisse     | 6 semaines          | 4e                  | 6 novembre 1983 |

Classement annuel
| Classement (1983)   | Position |
| ------------------- | -------- |
| Canada (100 Albums) | 82e      |

### Certifications
| Pays      | Certification | Ventes certifiées | Date             |
| --------- | ------------- | ----------------- | ---------------- |
| Allemagne | Or            | 250 000 +         | 1984             |
| Canada    | Or            | 50 000            | 1er janvier 1984 |

### Singles
Charts
| Single                   | Chart                  | Position |
| ------------------------ | ---------------------- | -------- |
| "The Flyer"              | Hot 100                | 79e      |
| "The Flyer"              | Mainstream Rock Tracks | 19e      |
| "Scratching the Surface" | RPM Top Singles        | 45e      |